# JTBエンタテインメント
JTBエンタテインメント（英: JTB Entertainment）は、JTBのグループ会社である株式会社JTB Next Creation（英: JTB Next Creation, Inc.）が運営する芸能事務所。主に声優・タレントのマネージメントやイベント・ファンクラブの運営を行っている。
脚本家、劇作家、演出家の吉村ゆうと共に劇団東京ハイビームを運営。

## 沿革
- 2007年6月12日 - 旅行会社のJTBが芸能プロダクション事業に参入し設立。設立から2011年までは「株式会社JTB法人東京」が運営していた[1]。同時に声優の育成を行うJTBエンタテインメントアカデミーを開校。
- 2011年 - JTBコミュニケーションズ（現JTBコミュニケーションデザイン）にグループ内事業譲渡。
- 2015年4月 - アニメ作品の音響制作事業を開始。
- 2016年4月1日 - JTBグループ再編・統合により、運営企業が株式会社JTBコミュニケーションデザインに商号変更。
- 2018年4月1日 - JTBコミュニケーションデザインの子会社として株式会社JTB Next Creationを設立し、声優事務所・声優養成所・音響製作の事業を移管[2]。

## 所属声優

### 男性
- 石山智規
- 竹内想
- 中田章人
- 飯田拓見
- 牧野遼生
- 町田広和

### 女性
- 角川早織
- 斎藤楓子
- 西森梨花
- 春木宏水
- 丸塚香奈
- 元吉茉莉花
- 八重畑由希音

### ジュニア
- 大賀眞帆
- 乙部真衣
- 甲斐郁美
- 佐藤宗
- 西脇聖奈
- 末廣みみ
- 廣瀬亜梨沙
- 福地萌水
- 山田祐也
- 山根俊介

## 所属タレント
- 高梨臨（業務提携）

## かつて所属していた主な声優・タレント

### 男性
- 栗山拓也
- 小林正典（フリー）
- 酒井俊輔（フリー）
- 椎江将志
- 霜月紫（現所属：アクロスエンタテインメント）
- 富田貴洋
- 森田修二朗
- 渡辺和貴（現所属：オフィスぴろっと）
- 遠藤広之（現所属：EARLY WING）

### 女性
- 愛川菜帆（旧名：中村菜穂、フリー）
- 葵ゆり（旧名：横山ゆり）
- あおきまお（フリー）
- 旭優奈（引退）
- 荒浪和沙（現所属：BloomZ（代表））
- 飯塚麻結（現所属：サンミュージックプロダクション）
- 石川くるみ
- 内田彩（現所属：アクロスエンタテインメント）
- 緒方恵美（現所属：Breathe Arts（代表））
- 貴島綾子
- 北村真理奈（現所属：Platinum Music & Entertainment）
- 楠田亜衣奈（現所属：ジャストプロ）
- 工藤ひなき（現所属：ダーナ・ワークス）
- 楠浩子（現所属：レオパード・スティール）
- 小嶋凛（現所属：タンバリンアーティスツ）
- 後藤香織
- ゴトウモエ（現所属：phiomn entertainment）
- 権藤志織（現所属：ミノリス）
- 塩野アンリ（引退）
- 武石あゆ実（現所属：アミュレート）
- 高橋夏季
- 田中音緒（現所属：クロコダイル）
- 辻更紗
- 七瀬亜深（フリー）
- 畑澤秋瑠（フリー）
- 久留ゆう（旧名：久留裕子、フリー）
- 藤井詩絵里
- 堀川かえで（現所属：レオパード・スティール）
- 三浦小季（現所属：MYSTAR）
- 森岡由花（退所後活動休止）
- 森嵜美穂（フリー）
- 守屋真結
- 山口理恵（81プロデュースに移籍後引退）
- 山口立花子（現所属：ケンユウオフィス）
- 吉岡沙知（フリー）
- 和井みずき（現所属：アクロスエンタテインメント）
- 渡部優衣（現所属：ケンユウオフィス）

## 音響制作作品
- にゅるにゅる!!KAKUSENくん2期
- ミリオンドール
- 政宗ダテニクル
- 終末のイゼッタ
- 本好きの下剋上 司書になるためには手段を選んでいられません
- 怪物事変